# Sparkle Hard
Sparkle Hard es el séptimo álbum de estudio de Stephen Malkmus and the Jicks, lanzado el 18 de mayo de 2018, por Matador Records (Estados Unidos) y Domino Records (Reino Unido).

## Recepción de la crítica
Sparkle Hard ha recibido elogios de las críticas. Recibió un puntaje promedio de 84 sobre 100 en Metacritic, basado en 26 reseñas. Jem Aswad de Variety dijo "sin apenas una canción débil, Sparkle Hard encuentra a Malkmus alcanzando un nuevo pico casi 30 años después de sus inicios."

## Lista de canciones
Todas las canciones fueron escritas por Stephen Malkmus.

Todas las canciones escritas y compuestas por Stephen Malkmus. 
| N.º | Título                               | Duración |  |
| 1.  | «Cast Off»                           | 2:54     |  |
| 2.  | «Future Suite»                       | 2:43     |  |
| 3.  | «Solid Silk»                         | 4:37     |  |
| 4.  | «Bike Lane»                          | 3:34     |  |
| 5.  | «Middle America»                     | 3:31     |  |
| 6.  | «Rattler»                            | 3:08     |  |
| 7.  | «Shiggy»                             | 3:16     |  |
| 8.  | «Kite»                               | 6:40     |  |
| 9.  | «Brethren»                           | 2:51     |  |
| 10. | «Refute»                             | 3:24     |  |
| 11. | «Difficulties / Let Them Eat Vowels» | 7:03     |  |

## Personal
Créditos adaptados de las notas.
- Stephen Malkmus – voz, escritura, guitarar, mellotron, piano, Memorymoog, bajo
- Joanna Bolme – bajo, cor
- Mike Clark – teclados, sintetizador JUNO
- Jake Morris – batería, coro, percusión
- Chris Funk – producción, guitarra acústica (10)
- Kim Gordon – voz (10)
- Kyleen King – cuerdas (3, 9)
- Luke Price – violín (10)
- Adam Lee – grabación, mezcla
- Orion Landau – diseño
- James Rexroad – fotografía